# Đèo Nghĩa Đô
Đèo Nghĩa Đô là đèo trên quốc lộ 279 ở vùng giáp ranh huyện Bảo Yên tỉnh Lào Cai và huyện Quang Bình tỉnh Hà Giang .

## Vị trí
Đỉnh đèo ở vị trí bản Ràng xã Nghĩa Đô huyện Bảo Yên giáp ranh với thị trấn Yên Bình 22°24′48″B 104°35′15″Đ / 22,413324°B 104,587497°Đ huyện Quang Bình tỉnh Hà Giang.
Đèo cách thị trấn Phố Ràng 22°14′12″B 104°28′41″Đ / 22,236682°B 104,477967°Đ cỡ 28 km.
Tên Đèo Nghĩa Đô đặt theo tên xã Nghĩa Đô, được nêu trong các bản đồ và các văn liệu khác trên mạng . Bản "Danh mục địa danh dân cư... " ghi là đèo Kho Aí , tuy nhiên không tìm thấy văn liệu nào sử dụng tên nầy.